# Lauttajärvi (sjö i Kolari, Lappland, Finland)
Lauttajärvi och Pikku Lauttajärvi eller Lauttajärvet är sjöar i Finland. De ligger i kommunen Kolari i landskapet Lappland, i den norra delen av landet, 800 km norr om huvudstaden Helsingfors. Lauttajärvet ligger 177,2 meter över havet. Arean är 4,8 hektar och strandlinjen är 0,84 kilometer lång. Sjön  ingår i Torne älvs huvudavrinningsområde. 